# Малаканка 1-я
Малаканка 1-я  — упразднённый населённый пункт (тип: рыбный промысел) на территории города Махачкала Республики Дагестан  Российской Федерации. Входил в Манаскентский сельсовет Махачкалинского района Дагестанской АССР.

## География
Находился на берегу Каспийского моря. 

## История
Точная дата упразднения неизвестна.

## Инфраструктура
Основа экономики — рыболовство.  

## Транспорт
Проходила железнодорожная ветка из Петровска. Развит водный транспорт.